# جوزيه برويسارت
جوزيه برويسارت (بالفرنسية: José Broissart)‏ (20 فبراير 1947 في رافينيل) لاعب كرة قدم فرنسي معتزل كان يجيد اللعب في خط الوسط .
بدأ مسيرته الرياضية في نادي سيدان سنة 1966 وبعد 3 سنوات انتقل إلى نادي سانت إتيان . في سنة 1973 انضم إلى نادي باستيا واختتم مسيرته الرياضية في نادي ليون سنة 1980 .
شارك برويسارت في أول مباراة دولية مع منتخب فرنسا في 30 أبريل 1969 بينما شارك في مباراته العاشرة والأخيرة في 26 مايو 1973 أمام منتخب الاتحاد السوفييتي .

## وصلات خارجية
- جوزيه برويسارت على موقع قاعدة بيانات كرة القدم.إي يو (الإنجليزية)
- جوزيه برويسارت على موقع ناشيونال فوتبول تيمز (الإنجليزية)
- جوزيه برويسارت على موقع عالم كرة القدم.نت (الإنجليزية)